# Municipio de Orland (Illinois)
El municipio de Orland (en inglés: Orland Township) es un municipio ubicado en el condado de Cook en el estado estadounidense de Illinois. En el año 2010 tenía una población de 97558 habitantes y una densidad poblacional de 1.035,16 personas por km².

## Geografía
El municipio de Orland se encuentra ubicado en las coordenadas 41°35′53″N 87°51′3″O / 41.59806, -87.85083. Según la Oficina del Censo de los Estados Unidos, el municipio tiene una superficie total de 94.24 km², de la cual 92.41 km² corresponden a tierra firme y (1.95%) 1.83 km² es agua.

## Demografía
Según el censo de 2010, había 97558 personas residiendo en el municipio de Orland. La densidad de población era de 1.035,16 hab./km². De los 97558 habitantes, el municipio de Orland estaba compuesto por el 90.06% blancos, el 2.1% eran afroamericanos, el 0.11% eran amerindios, el 4.42% eran asiáticos, el 0.02% eran isleños del Pacífico, el 1.82% eran de otras razas y el 1.47% pertenecían a dos o más razas. Del total de la población el 6.74% eran hispanos o latinos de cualquier raza.